# Aphodius varians
Aphodius varians (лат.) — вид пластинчатоусых жуков из подсемейства афодиин.

## Описание
Имаго длиной 4,5—6 мм. Тело чёрное, вытянутое, параллельное, блестящее. Надкрылья (элитры) в грубых зазубренно-точечных бороздках. На каждом из надкрылий имеется по одному большому красному пятну. Пришовная бороздка на задней покатости сильно углублена; шов на задней покатости придавлен. Лобный шов у самцов с бугорком.

## Синонимы
В синонимику вида входят следующие биномены:
- Aphodius ambiguus Mulsant, 1842
- Aphodius immaculatus Hochhuth, 1873
- Aphodius kocae Reitter, 1897
- Aphodius matutinalis Gistel, 1857
- Scarabaeus niger Panzer, 1797
- Scarabaeus punctulatus Marsham, 1802
- Aphodius rugosopunctatus Petrovitz, 1971